# Милосрђе
Милосрђе или самилост, слободан је и добровољан чин опраштања казне, некоме ко је добио казну или му је претила. Милосрђе је и добровољна, својевољна помоћ некоме, ко се нашао у тешкој и незавидној ситуацији. Милосрђе показује особа која је у бољем положају од особе којој прети казна или се нашла у проблемима. Ако је човек нешто дужан да учини, онда то није милосрђе. Оно је увек добровољно и ненаметнуто. Онај коме је исказано милосрђе, не дугује ништа, осим евентуално захвалности. Милосрђе се може односити на опроштење затворске казне, некоме ко је учинио прекршај, затим на хуманитарно деловање и сл. Милосрђе у рату показује се када се непријатељ остави у животу, ако је ненаоружан и сл.
Сматра се врлином у хришћанству, јудаизму, исламу, етици и витештву. Тема је књижевних дела, па се тако спомиње у драми "Млетачки трговац" Вилијема Шекспира. Милосрђе је врло честа тема Моцартових опера, од који се највише издваја "Титово милосрђе".